# Mar Isaac
Mar Isaac (mort en 411) était catholicos de Séleucie et Ctésiphon de 399 à 411, parent de Toumarsa, un de ses prédecesseurs.
L'empereur Arcadius envoie comme ambassadeur à Yazdgard Ier Marouta, évêque de Maïpherkat (la future Martyropolis), une cité frontière entre la Mésopotamie et l'Empire sassanide, afin de tenter de régulariser la situation des chrétiens d'Iran après les violentes persécutions du IVe siècle. Marouta, qui était aussi un habile médecin, réussit, alors que les mages zoroastriens avaient échoué, à guérir le « grand roi » de violents maux de tête en le massant « le visage couvert d'un linge afin que son haleine ne souille pas le souverain et les mains préalablement lavées avec de l'eau de rose ». Il gagne ainsi une grande influence, d'autant plus qu'il aurait aussi réussi à délivrer d'un démon l'un des fils du roi. Yazdgard Ier accède alors à la demande de l'empereur et adresse une lettre de bienveillance au catholicos en place, Mar Isaac. Ce dernier jouissait de l'estime du roi sassanide mais était en butte à l'hostilité des évêques de provinces toujours réticents à la suprématie de l'église de la capitale.
Mar Isaac et Marouta mettent à profit cette période d'apaisement pour réorganiser l'Église d'Iran et réunissent le concile de Séleucie-Ctésiphon au début de l'année 410. L'année suivante, Mar Isaac meurt et il est remplacé par l'un de ses disciples, Mar Ahhaï, le fondateur de l'école de Daïr-Qôni, avec l'accord de Marouta et du roi.